# Vegas del Genil
Vegas del Genil è un comune spagnolo di 10 003 abitanti situato nella comunità autonoma dell'Andalusia.

## Geografia fisica
Vegas del Genil è un comune spagnolo sparso formatoi dalle località di Purchil (capoluogo), Ambroz e Belicena. È attraversato dal fiume Genil e dal suo affluente Dílar.

## Amministrazione

### Gemellaggi
- Ouagadou, dal Mali